# Gerå
Gerå är ett vattendrag i Danmark. Det ligger i Region Nordjylland, i den norra delen av landet, 210 km nordväst om Köpenhamn. Ån är cirka 25 km lång och den mynnar ut i Ålborg Bugt (Kattegatt).